# Sergio Serafini
Sergio Serafini (Milano, 20 dicembre 1922 – Val d'Ossola, 18 giugno 1944) è stato un partigiano italiano, medaglia d'oro al valor militare alla memoria.

## Biografia
Arruolato in Marina nel ruolo di cannoniere, l'8 settembre 1943 si trovava a Napoli. Riuscito a sfuggire alla cattura da parte dei tedeschi, Serafini era tornato al nord e si era aggregato alle prime formazioni partigiane dell'Ossola. Nel maggio del 1944, il giovane era entrato a far parte della Prima Banda "Gramsci" della Brigata "Valdossola".
Nel corso di un rastrellamento, Serafini combatté coraggiosamente con pochi compagni, riuscendo ad evitare l'accerchiamento dell'intera formazione partigiana. Poi, nel tentativo di assaltare una posizione nemica, fu mortalmente colpito da un lancio di bombe a mano.